# Palpita bonjongalis
Palpita bonjongalis là một loài bướm đêm trong họ Crambidae.